# Lernut
Lernut (in armeno Լեռնուտ?) è un comune di 181 abitanti (2001) della provincia di Shirak in Armenia.